# Мосьциська (Варшавський-Західний повіт)
Мосьциська (пол. Mościska) — село в Польщі, у гміні Ізабелін Варшавського-Західного повіту Мазовецького воєводства.
Населення — 510 осіб (2011).
У 1975-1998 роках село належало до Варшавського воєводства.

## Демографія
Демографічна структура станом на 31 березня 2011 року:
|          | Загалом | Допрацездатний вік | Працездатний вік | Постпрацездатний вік |
| -------- | ------- | ------------------ | ---------------- | -------------------- |
| Чоловіки | 245     | 45                 | 177              | 23                   |
| Жінки    | 265     | 54                 | 155              | 56                   |
| Разом    | 510     | 99                 | 332              | 79                   |